# Chlorita shartusica
Chlorita shartusica är en insektsart som beskrevs av Korolevskaya 1978. Chlorita shartusica ingår i släktet Chlorita och familjen dvärgstritar. Inga underarter finns listade i Catalogue of Life.